# Помаци в Източна Тракия
Помаците в Източна Тракия (или Европейска Турция) са около 600 000 души. От тях около 300 000 говорят на български език. Това са предимно потомци на изселници от загубените балкански владения на Османската империя. Те не са признати от турската държава за етническо малцинство и са силно турцизирани, тъй като нямат възможност за образование и културна дейност на майчиния си български език. Някои от тези изселници имат помашко самосъзнание.

## Разположение
Села които са с компактно помашко население:
Самсун (вилает)
- Околия Бафра – Yeraltı[3]

Вилает Одрин (вилает Едирне):
- Околия Едирне – Орхание(Orhanie), Йеникадън (Yenikadin)
- Околия Хавса – Азатлъ, Шербетар, Наипюсуф
- Еноска околия – Султанидже, Коджаали (Cocaali)
- Кешанска околия – Тодорич, Акъджа, Курткьой, Сулуджа, Гьокчетепе (Gokcetepe, Mavros), Чамлиджа (Camlica, Grabuna), Бегендък (Begendik), Буюкдоганджа (Buyukdoganca), Челтък (Celtik), Чобанчешмеси, Караджаали (Karacaali), Карахисар (Karahisar), Къзкапан, Кючюкдоганджа (Kucukdoganca), Пърнар, Йешилкой (Yesilkoy)
- Околия Узункьопрю – Бейкьой, Хасанбунар, Султансах, Телишман, Турнаджик, Куртбей, Сазлъмалкоч, Кадъкьой, Ягмурджа, Башгьол (Basagil, Kucukmandira), Eлмалъ, Мухаджиркадъ (Muhacirkadi), Сипахи (Sipahi), Чопово, Залъф (Kırcasalih), Чалкьой, Сюлеймание, Карабюрчек, Карапънар (Karapinar),
- Околия Мерич – Субаши (Subasi), Каваклъ, Адасарханлъ (Adasarhanli), Кюплю (Kuplu, Koplo), Карахамза, Хъсърджъарнавудкьой, Серем, Караюсуфлу (Karayusuflu)
- Околия Ипсала – Коджахадър, Сарпдере (Sarpdere), Хаджикьой (Hacikoy, Haci), Коюнйери.

Вилает Лозенград (вилает Къркларели):
- Лозенградска околия – Паспалово, Ениджия, Ялакдере.
- Околия Бунархисар – Урумбеглия, Курудере, Пойрали, Йенидже, Тузаклии (Tozakli).
- Околия Пехливанкьой – Куштепе, Доганджа (Doganca).
- Околия Люлебургас – Киркьой (Kirikoy), Караагач (Karaagac), Мандарица, Ертугрул, Ченгекьой (Cengerli, Cengelli).
- Околия Малък Самоков – Армутверен, Армаган (Armagan), Сарпдере, Бозташ, Инджесърт, Дерекьой (Derekoy).
- Околия Бабаески – Козбунар, Мандра, Катранджа, Бурнусус, Наимкьой, Алпулу.
- Околия Виза – Пенека, Чакълъ (Cakilli), Ятрос, Доганджа (Doganca).

Вилает Родосто (вилает Текирдаг):
- Малгарска околия – Правчас, Балабанкуру, Балъкьой, Букрово, Буйнак, Девели, Девели Енидже, Екдемир, Керман, Кючукхадър, Хереке, Чаушкьой, Яйлакьой, Ясякьой.
- Хайреболска околия – Шолгамлъ, Черкезмюселим, Баткън, Данъшман, Перинчешме (Princesme), Попкьой.

Вилает Истанбул:
- Околия Силиврия – Аврен